# ワイピオ渓谷

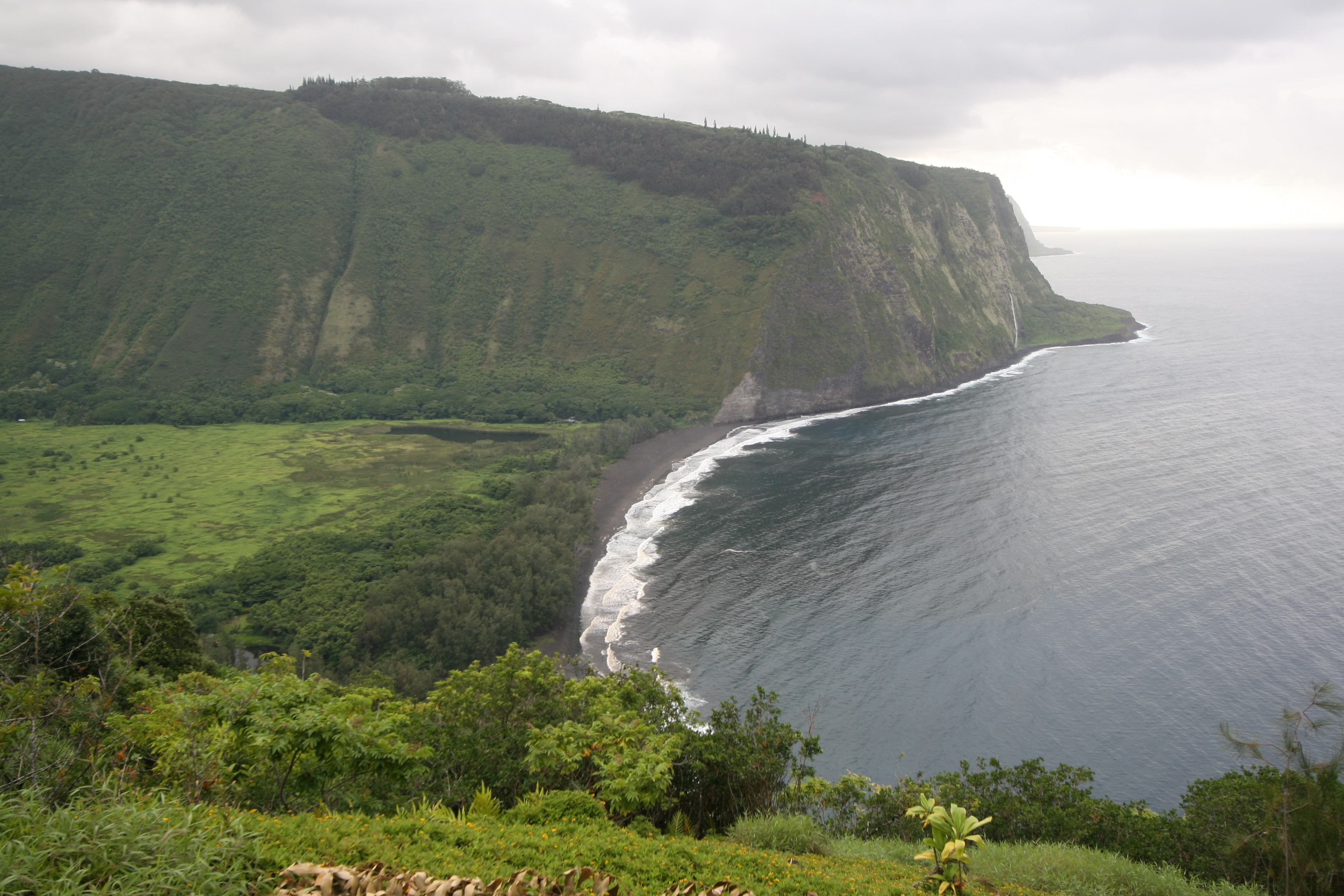
ワイピオ渓谷見晴し台からの風景

ワイピオ渓谷（ワイピオけいこく、英語: Waipiʻo Valley）はアメリカ合衆国ハワイ州ハワイ島のハマクア地区にある渓谷である。この渓谷は「王家の谷」と呼ばれ、崖にある洞窟には古代の王達が埋葬されている。1946年と1979年に津波や洪水で大きな被害を受けたにもかかわらず、死者が一人も出なかった。

## 概要
ワイピオ渓谷はアメリカ合衆国ハワイ州ハワイ島のハマクア地区にあり、ハワイ語で「曲がった水」を意味し、崖に囲まれて海に面した谷で、ハワイ人により聖なる力の地あると信じられている。

## 交通
アクセスはハワイ州道19号線から240号線へ入り、ホノカアの町を過ぎる。240号線の突き当たりがワイピオ渓谷の展望台。この展望台からは、300メートルの崖を徒歩か四輪駆動車で下りる。  
ヒロから約1.5～2時間、コナから約2～2.5時間で行くことができる。

## 滝
渓谷へ下りると、渓谷を取り囲む崖から数条の滝が白い糸となって流れてくるのが、季節により見られる。一番奥に遠く見える滝はヒイラヴェ滝（en:Hiilawe Waterfall）で落差は390mもあり、水量が多い時は向かって左に支流ができて、双子の滝になる。そこの水は小川になり渓谷全体を潤し、黒砂海岸で太平洋へ注ぐ。

## 歌と踊り
ワイピオ渓谷に関する歌と踊りはいくつかあるが、ヒイラヴェ滝の2条の滝を男女に例えた「ヒイラヴェ」（歌詞と作者  ）が一番有名であろう。  例えば、フランク・ヒューイット の踊りでは 、滝の水が流れる様、滝を見下ろす様子、滝を見上げる様子、鳥が歌う様子などを踊っている。

## 大衆文化では
この渓谷は、1995年のSF映画ウォーターワールドの最終シーンの舞台であり、主人公たちが乾いた陸地を発見した場所である。

## 写真集

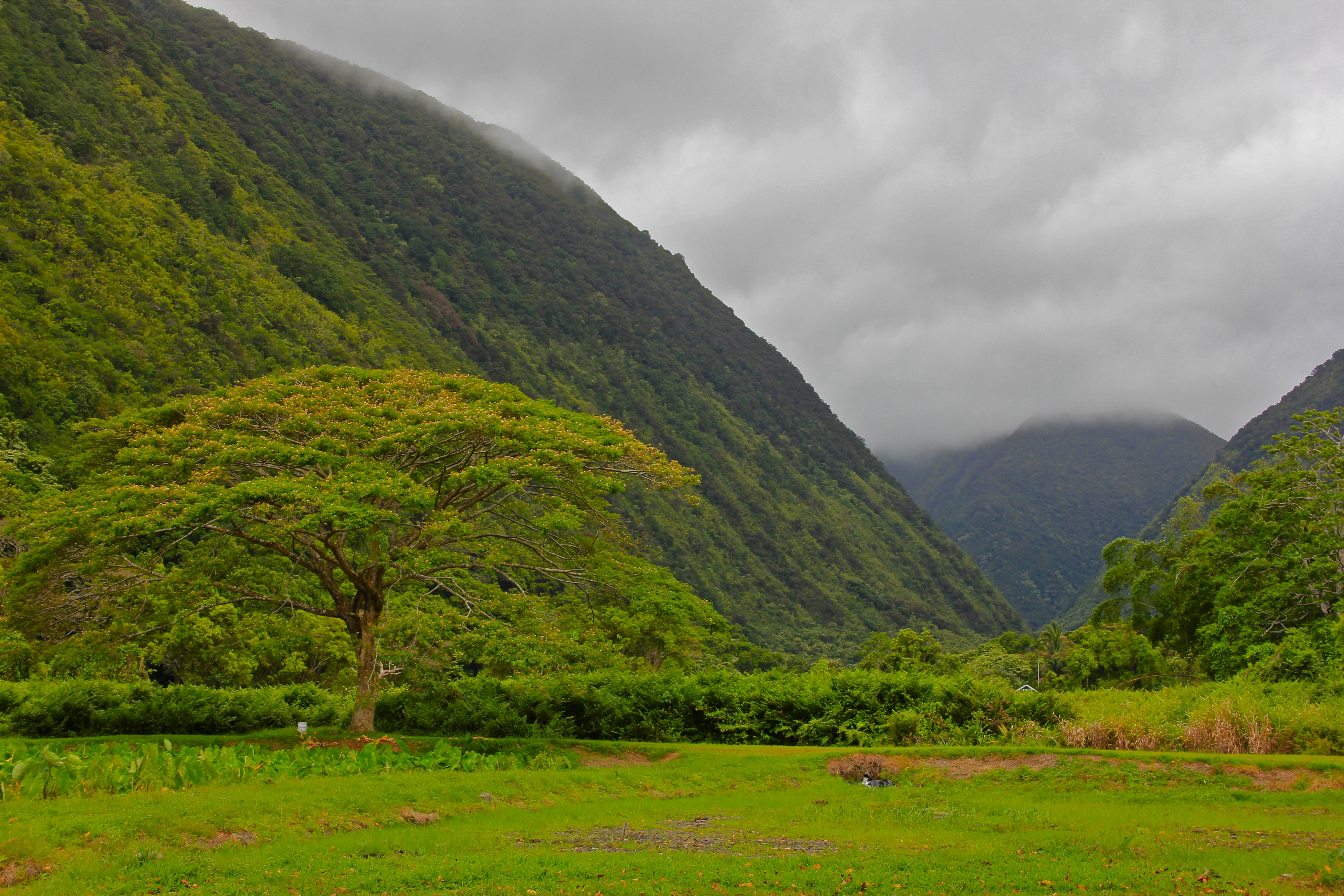
ワイピオ渓谷の奥
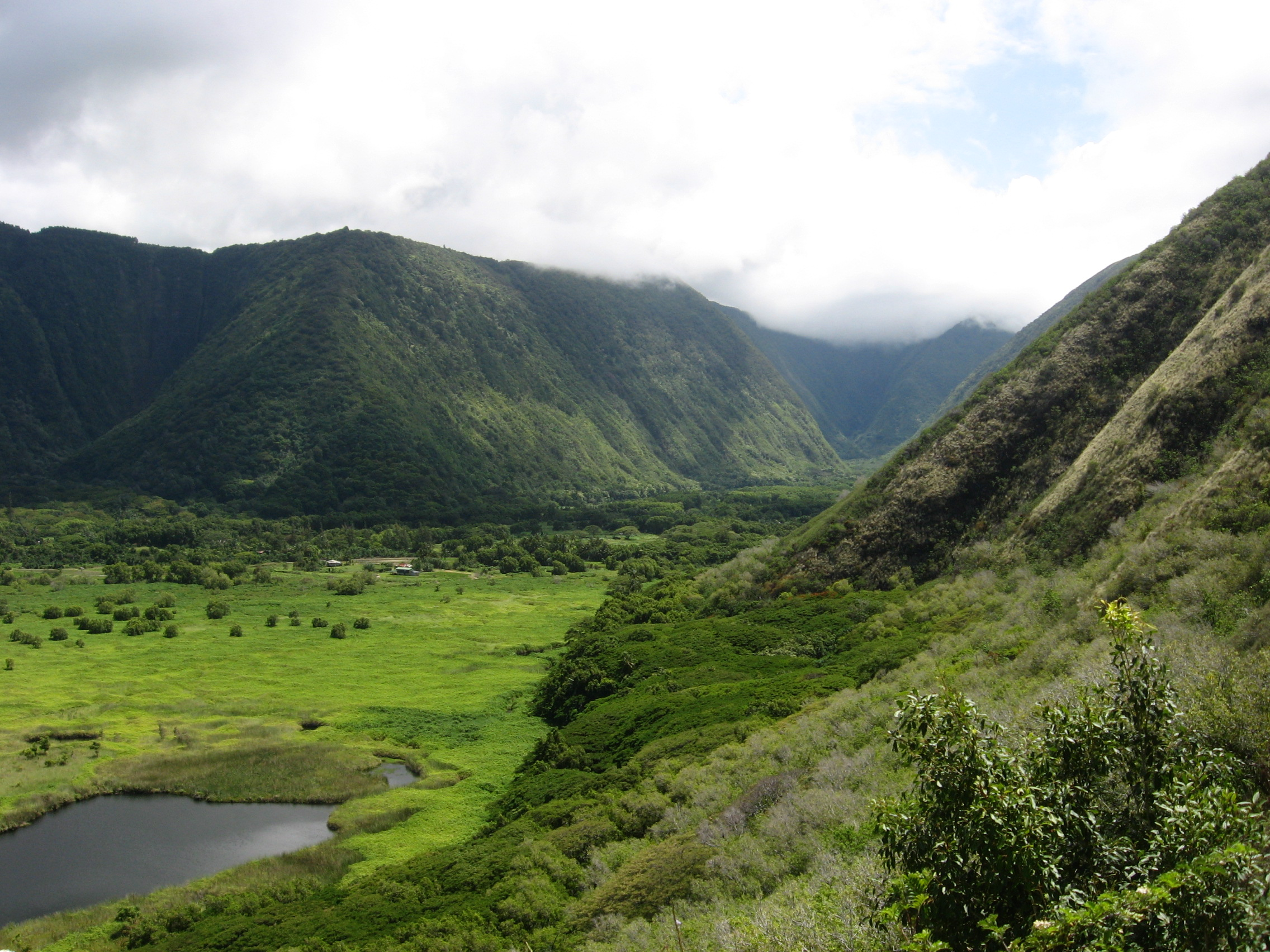
ワイピオ渓谷の奥
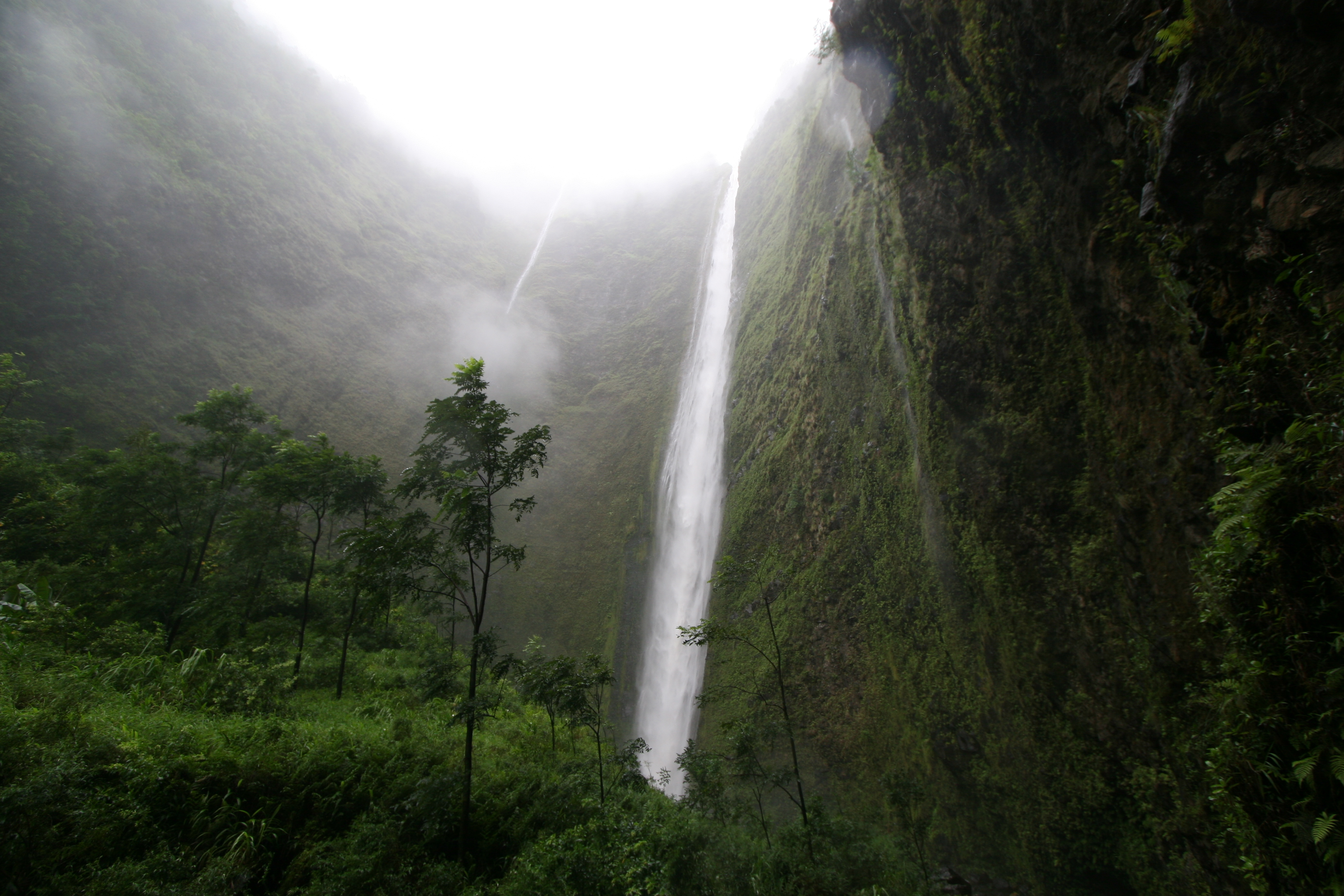
ワイピオ渓谷に流れ込む2筋の滝